# Lenguas chaga
Las lenguas chaga son un grupo de lenguas bantúes nororientales de Tanzania propuesto recientemente como un grupo filogenético. En la clasificación de Guthrie fueron clasificadas dentro de la zona geográfica E (principalmente dentro de los grupos E30 y E70). Las lenguas de la zona E de Guthrie no parecen constituir un grupo filogenético válido a diferencia del grupo más restringido formado por las lenguas chaga-taita (del cual las lenguas chaga son el principal subgrupo).

## Clasificación
Las lenguas chaga-taita se clasifican como:
- Taita (Dawida; E70) – Sagalla
- lenguas chaga (E30): Gweno, Kahe, Machame, Mochi, Rombo, Rwa, Vunjo.

## Comparación léxica
Los numerales en diferentes lenguas chaga son:
| GLOSA | Gweno    | Machame (Kisiha) | Mochi (Kimochi) | Rwa       | Vunjo     | PROTO- CHAGA |
| ----- | -------- | ---------------- | --------------- | --------- | --------- | ------------ |
| '1'   | imwi     | kimwi            | limu            | kʸíímwi   | kʸimwi    | *-mwi        |
| '2'   | ivi      | fivili           | kawi            | fivili    | ʃiwi      | *-βili       |
| '3'   | itʰaru   | fihahu           | kararu          | firáru    | ʃiraːru   | *-tʰatu      |
| '4'   | iɲa      | fiːne            | kaːna           | fiíni     | ʃina      | *-na-        |
| '5'   | itʰwanu  | fihanu           | katanu          | firáːnu   | ʃitaːnu   | *-tʰaːnu     |
| '6'   | mtandatu | firidahu         | karandaru       | firindarú | ʃirandaru | *-tʰaːⁿdatu  |
| '7'   | mfungate | mfungahe         | mfungade        | mfungáre  | mfungare  | *mfuⁿgate    |
| '8'   | mnane    | ɲaːɲi            | ɲaɲa            | ɲaNʼ      | ɲana      | *ɲaːne       |
| '9'   | (kenda)  | kʸeːnda          | kenda           | kʸeːnda   | kenda     | *keːⁿda      |
| '10'  | ikumi    | ikumi            | ikumi           | ikumí     | ikumi     | *i-kumi      |